# Mołodowo (Białoruś)
Mołodowo (biał. Моладава, Moładawa; ros. Молодово, Mołodowo) – wieś na Białorusi, w obwodzie grodzieńskim, w rejonie korelickim, w sielsowiecie Maluszyce.

## Historia
W XIX i w początkach XX w. wieś i folwark położone w Rosji, w guberni mińskiej, w powiecie nowogródzkim.
W dwudziestoleciu międzywojennym wieś i dwa folwarki leżące w Polsce, w województwie nowogródzkim, w powiecie nowogródzkim, w gminie Rajce. Demografia w 1921 przedstawiała się następująco:
|                     | Liczba mieszkańców | Budynki | Narodowość  | Narodowość | Narodowość        | Wyznanie    | Wyznanie   | Wyznanie |
| Polacy              | Liczba mieszkańców | Budynki | Białorusini | Żydzi      | rzymskokatolickie | prawosławne | mojżeszowe |          |
| ------------------- | ------------------ | ------- | ----------- | ---------- | ----------------- | ----------- | ---------- | -------- |
| wieś Mołodowo       | 177                | 33      | –           | 177        | –                 | –           | 177        | –        |
| folwark Mołodowo I  | 25                 | 4       | 14          | 8          | 3                 | 14          | 8          | 3        |
| folwark Mołodowo II | 12                 | 1       | 4           | 8          | –                 | 4           | 8          | –        |

Po II wojnie światowej w granicach Związku Sowieckiego. Od 1991 w niepodległej Białorusi.